# Royal Excelsior Mouscron
El Royal Excelsior Mouscron és un club de futbol belga de la ciutat de Mouscron.

## Història
El club és el resultat de la fusió de l'Stade Mouscron i l'A.R.A. Mouscron el 1964.
- 1922: Fundació i afiliació de l'Association Athletique Mouscronnoise. Fundació de l'Stade Mouscronnois, que s'afilia a la federació el 1925
- 1951: Obtenció del títol de Société Royale dels dos clubs, esdevenint Association Royale Athletique Mouscronnoise i Royal Stade Mouscronnois
- 1964: Fusió dels dos clubs per formant l'Excelsior Mouscron i al cap d'un més en Royal Excelsior Mouscron
- 1976: Fundació del Rapid Club Luingnois, posteriorment anomenat Association Athletique Rapid Club Mouscronnois
- 1990: Fusió del Royal Excelsior Mouscron i del Rapid Club, mantenint el nom del primer.

## Palmarès
- Segona divisió belga de futbol-Ronda final (1):
  - 1996

## Futbolistes destacats

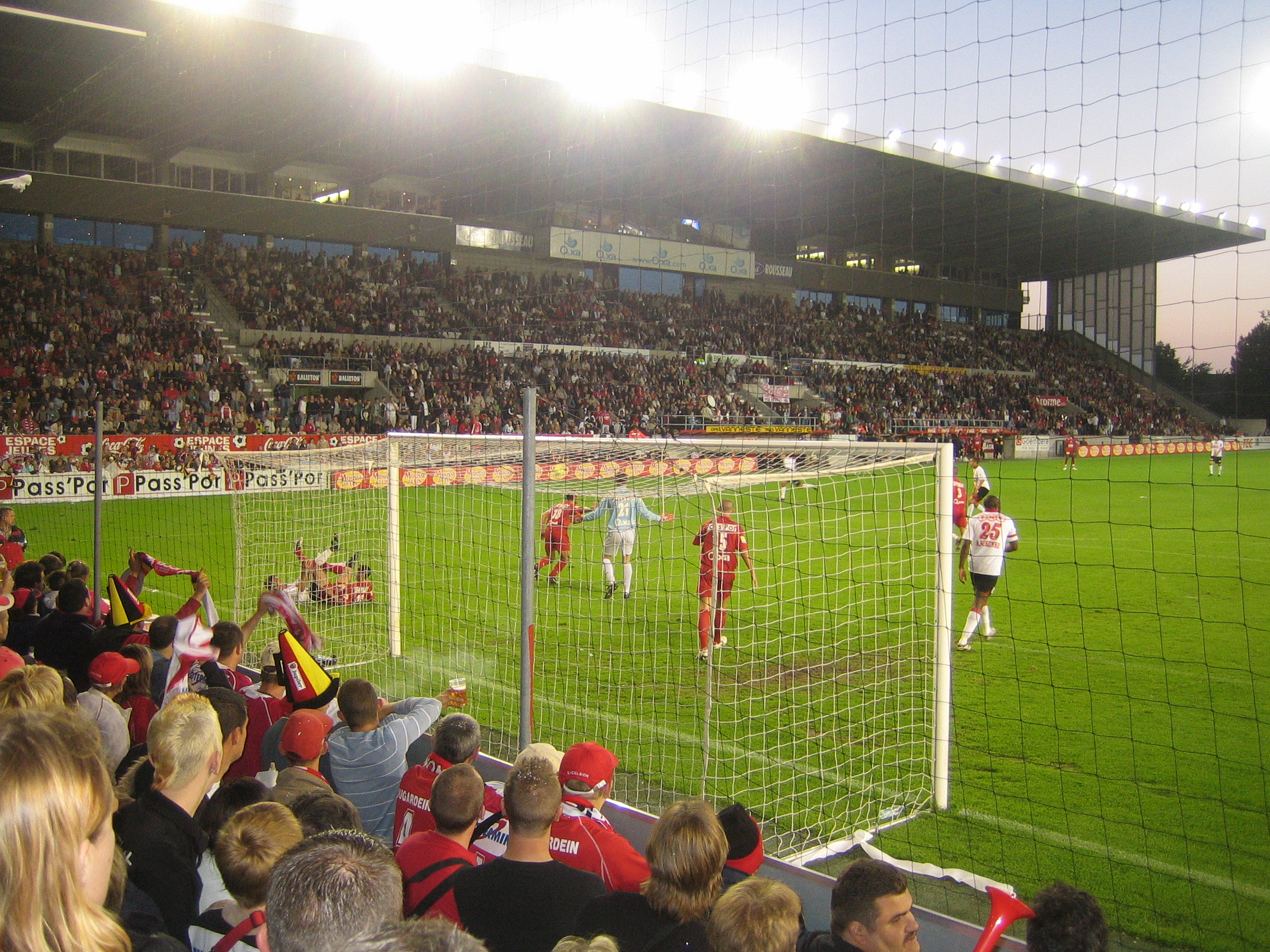
Partit contra Standard de Liège a Le Canonnier, el 2007.

- Jonathan Blondel
- Geoffrey Claeys
- Steve Dugardein
- Christophe Grégoire
- Dominique Lemoine
- Emile Mpenza
- Mbo Mpenza
- Luigi Pieroni
- Pascal Renier
- Stefaan Tanghe
- Franky Vandendriessche
- Yves Vanderhaeghe
- Gordan Vidović
- Samir Beloufa
- Stephen Laybutt
- Bertin Tomou
- Marcin Żewłakow
- Michał Żewłakow
- Demba Ba
- Nenad Jestrović
- Ermin Šiljak